# Plaza de toros de Tlaxcala
La plaza de toros de Tlaxcala Jorge «El Ranchero»  Aguilar también conocida como Plaza de toros de Tlaxcala es un Coso taurino situado en Tlaxcala en el estado de Tlaxcala en México. Se ubica en el centro histórico de Tlaxcala cerca de su inseparable compañera, la torre campanario del siglo XVI de la Catedral de Tlaxcala

## Historia
Data del siglo XIX y es el ruedo más antiguo que continúa en uso en América, además de ser también uno de los más bellos.
El origen de la tauromaquia en Tlaxcala se encuentra en la corrida de toros que se realizó en la década de los treinta del siglo XVIII para conmemorar la victoria del imperio español sobre el imperio otomano en la conquista de Orán y Mazalquivir (actual Argelia). En 1732 se formó en la plaza principal de Tlaxcala un castillo a imitación del de Almaraz para escenificar el combate entre ambos ejércitos y la celebración finalizó con corridas de toros, probablemente en el mismo sitio donde actualmente se ubica esta plaza. En el lugar donde se ubica la plaza de toros se encontraba un atrio bajo que pertenecía al convento de San Francisco de Asís, el cual funcionaba como cementerio. En la década de 1870, el gobierno de Tlaxcala dio paso al proceso de desamortización de los bienes eclesiásticos y de esa manera el atrio bajo, que alojaba el cementerio de la ciudad fue clausurado por decreto en el mes de mayo de 1877.
En 1931 se filmó un documental taurino titulado Alma Tlaxcalteca. Representa un festival de la plaza en el que Wiliulfo González, ganadero de Piedras Negras, da una lidia completa a un novillo de su ganadería. De esta manera comienza a usarse en México la variante promocional de la cinematografía. Durante el gobierno de Rafael Ávila Bretón la plaza fue remozada y reinaugurada el 2 de noviembre de 1945 con la presentación de Ramón López y Jorge Aguilar "El Ranchero“, torero principal de la localidad. Se dio muerte a cuatro novillos de las dehesas tlaxcaltecas de Piedras Negras, Zotoluca, Coaxamalucan, y Rancho Seco.
Anteriormente se la llamaba La Tacita de Plata por sus dimensiones y su belleza. En noviembre de 1981 recibe el nombre de Jorge “El Ranchero” Aguilar (1927-1981) gran ídolo de la torería tlaxcalteca. Sus principales festejos son en septiembre y octubre-noviembre, en los cuales se celebra el aniversario de la fundación de la Ciudad de Tlaxcala y la feria anual de Tlaxcala respectivamente.
Entre las últimas faenas destacables reseñar los indultos de Rodolfo Rodríguez "El Pana" a Tahonero de la ganadería de García Méndez (2007) o de Gerardo Rivera a un toro de la ganadería de Tenexac (2021). También señalar las puertas grandes para Zotoluco y José Luis Angelino (2014), Gerardo Rivera (2018) o Sergio Flores (2021).

## Toreros de la plaza de Tlaxcala
- Fermín Rivera
- Joselito Adame
- Jorge Aguilar "El Ranchero"
- Octavio García "El Payo"
- Armando Guevara
- Eulalio López "El Zotoluco"
- Felipe López
- Julián López "El Juli"
- Ramón López
- Gerardo Martínez
- José Mauricio
- Miguel Montes
- Uriel Moreno "El Zapata"
- Federico Pizarro
- Jerónimo Ramírez
- César Rincón
- Rodolfo Rodríguez "El Pana"
- Gerardo Sánchez
- Diego Silveti
- Antonio Tapia
- Alfonso Vázquez
- Miguel Villanueva
- Juan José Padilla ("El Ciclón de Jerez")
- Pablo Hermoso de Mendoza
- Camilo Valencia Castro

## Descripción
Se encuentra en el Centro Histórico, en la calle Independencia número 10. Tiene un aforo de 2500 espectadores. Se trata de una plaza de toros de tercera categoría. Está catalogada como Monumento Histórico con número 